# Kandahar University
Kandahar University är ett universitet i Afghanistan.   Det ligger i provinsen Kandahar, i den centrala delen av landet, 500 kilometer sydväst om huvudstaden Kabul.